# Scott Krinsky
Krinsky Scott (Washington, 24 de Novembro de 1968) é um ator, comediante stand up e produtor de quadrinhos estadunidense. Ele é mais conhecido por seu papel como Jeff Barnes na série de TV Chuck e seu papel como Darryl em The O.C..
Scott frequentou a Universidade de Salisbury, onde se formou em Comunicação e Jornalismo Broadcast. Ele também estudou na Escola de Artes Culinárias epicurista em Los Angeles. Como comediante stand-up, se apresenta no The Comedy Store e Improv em Los Angeles.